# Польська болідна мережа

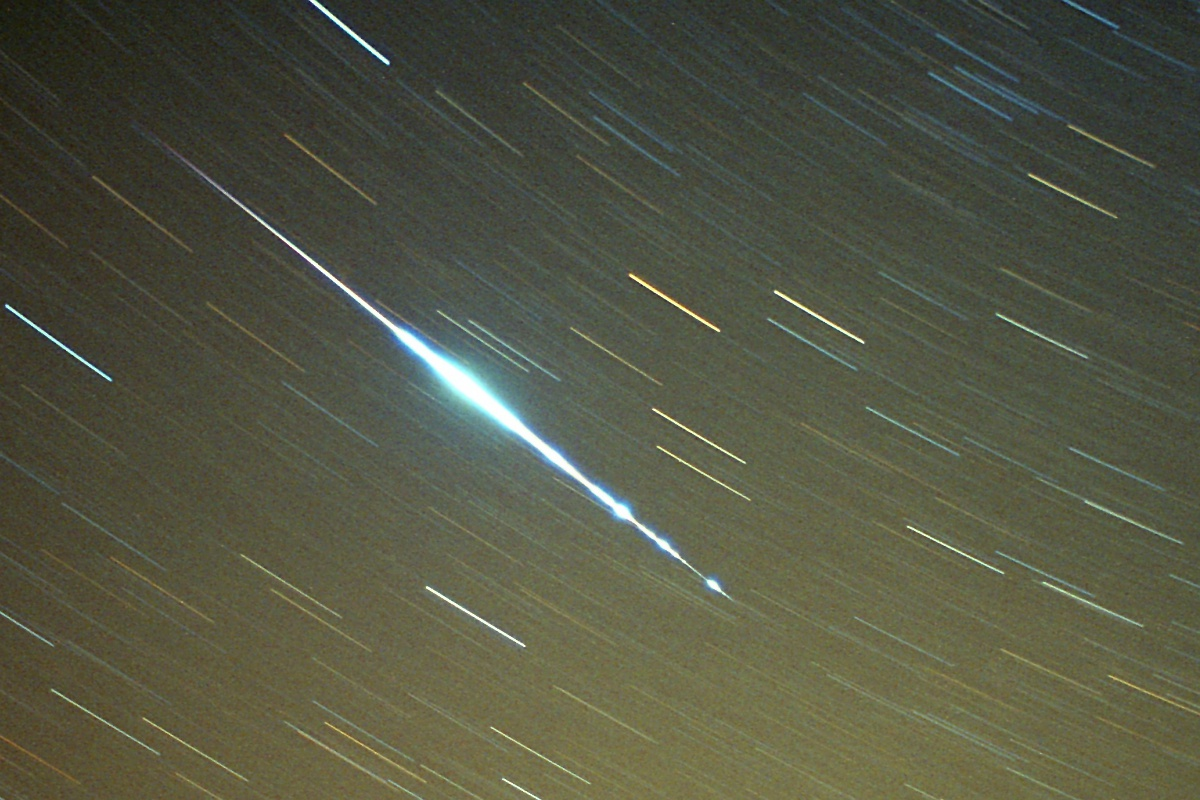
Болід з рою Південні Тауриди з яскравістю -15^{m}, сфотографований Д. Дорошем (PKiM/PFN) 4 листопада 2005 року

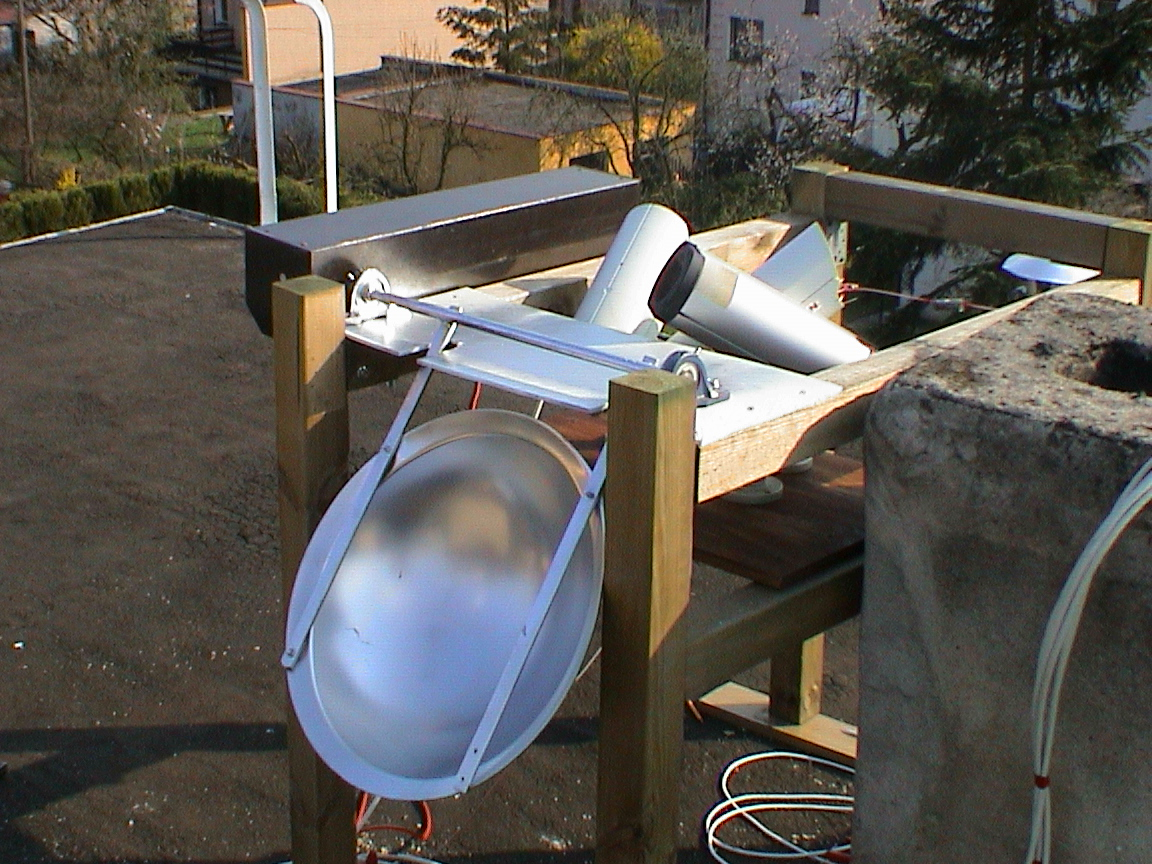
Болідна станція PFN05 у Познані.

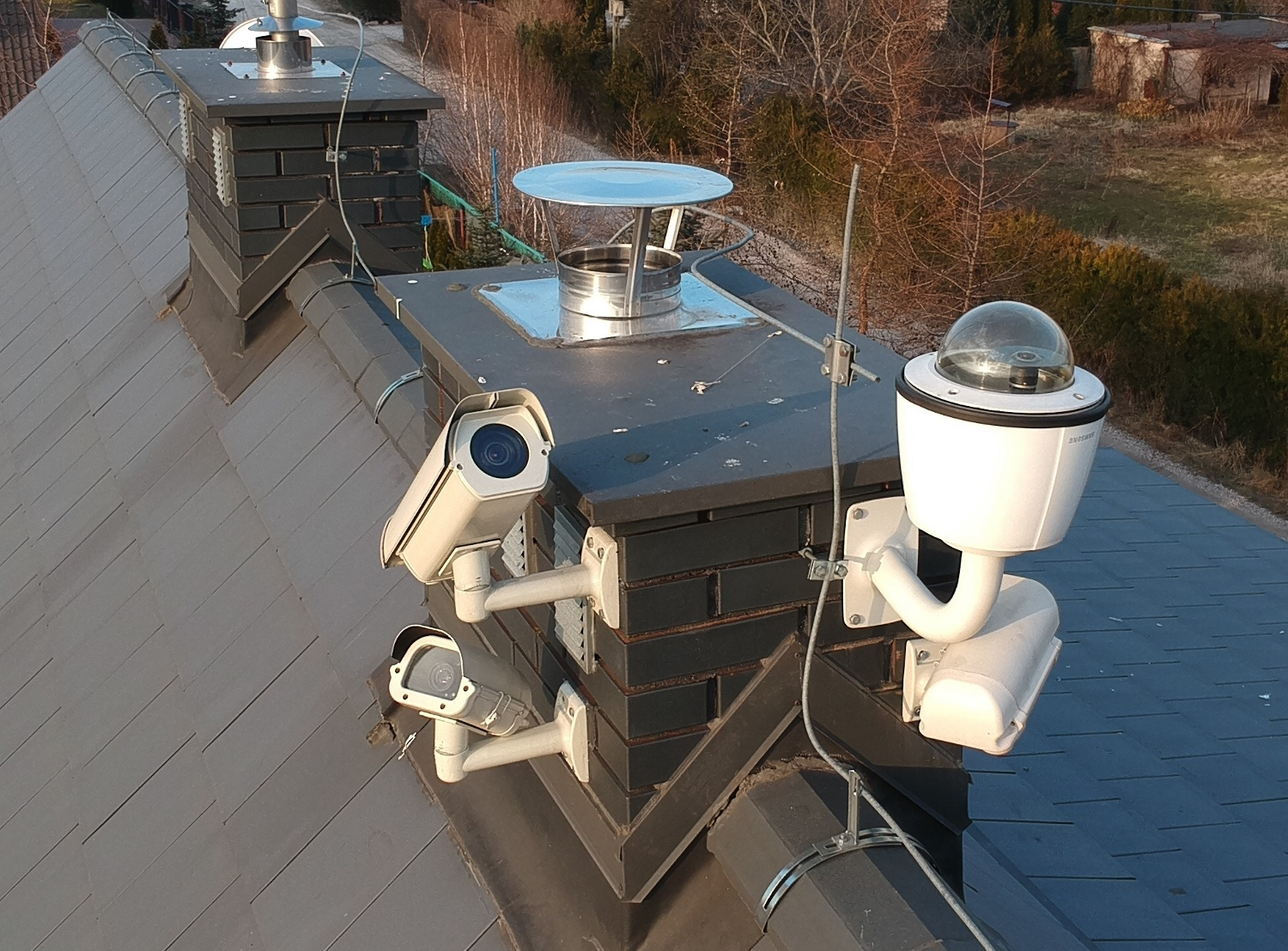
Болідна станція PFN63 у Старовій Гурі.

Польська болідна мережа (пол. Polska Sieć Bolidowa) — науковий проєкт, що реалізується з 2004 року Лабораторією комет і метеорів та Астрономічним центром Миколая Коперника. Основним завданням є реєстрація метеоритів над територією Польщі та визначення їх траєкторій в атмосфері, орбіт і місць потенційного падіння метеоритів на основі їх спостережень з різних точок. На кінець 2016 року мережа складалася з понад 30 станцій з понад 70 чутливими камерами відеоспостереження, оснащеними світлосильними та ширококутними об'єктивами.

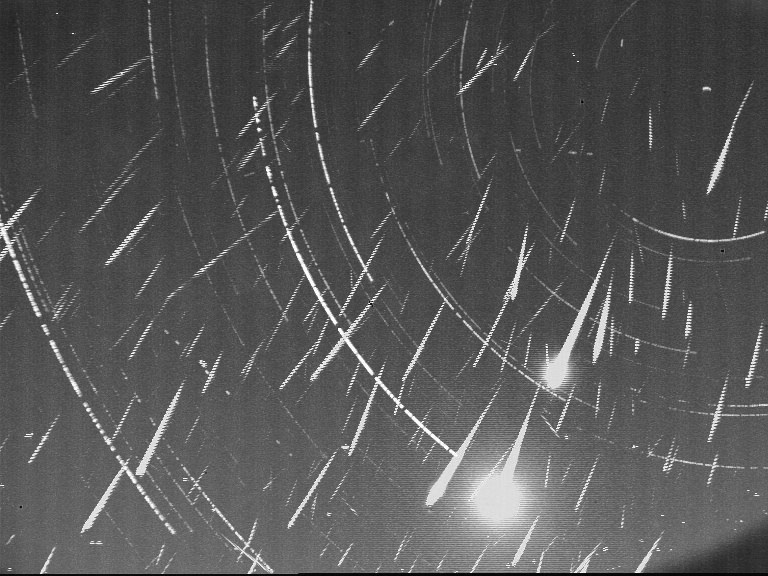
Яскраві метеори з дощу Персеїди, зафіксовані на болідній станції в Хелмі (PFN32) в ніч з 11 на 12 серпня 2016 року.

Проект був започаткований у 2004 році з ініціативи Аркадіуша Олеха, Маріуша Вишневського та Пшемислава Жолондка. Спочатку спостереження проводилися переважно на основі фотографічних методів (аналогових і цифрових). Після випробувань різних камер і об'єктивів відеоспостереження команда стала використовувати камери Tayama і Siemens, що працюють з роздільною здатністю PAL і оснащені об'єктивами 4 мм f/1.2 від компаній Computar і Ernitec. Після отримання гранту від Національного наукового центру у 2013 році мережа реорганізується і переходить на цифрові камери з роздільною здатністю 1920x1200 пікселів, оснащені об'єктивами з кутом огляду 120—150 градусів і діафрагмою від f/1.8 до f/1.2. Також команда будує спектроскопічні станції, що використовують дві перехрещені дифракційні решітки, розміщені перед об'єктивом, і цифрові станції, обладнані лінзами «риб'яче око».

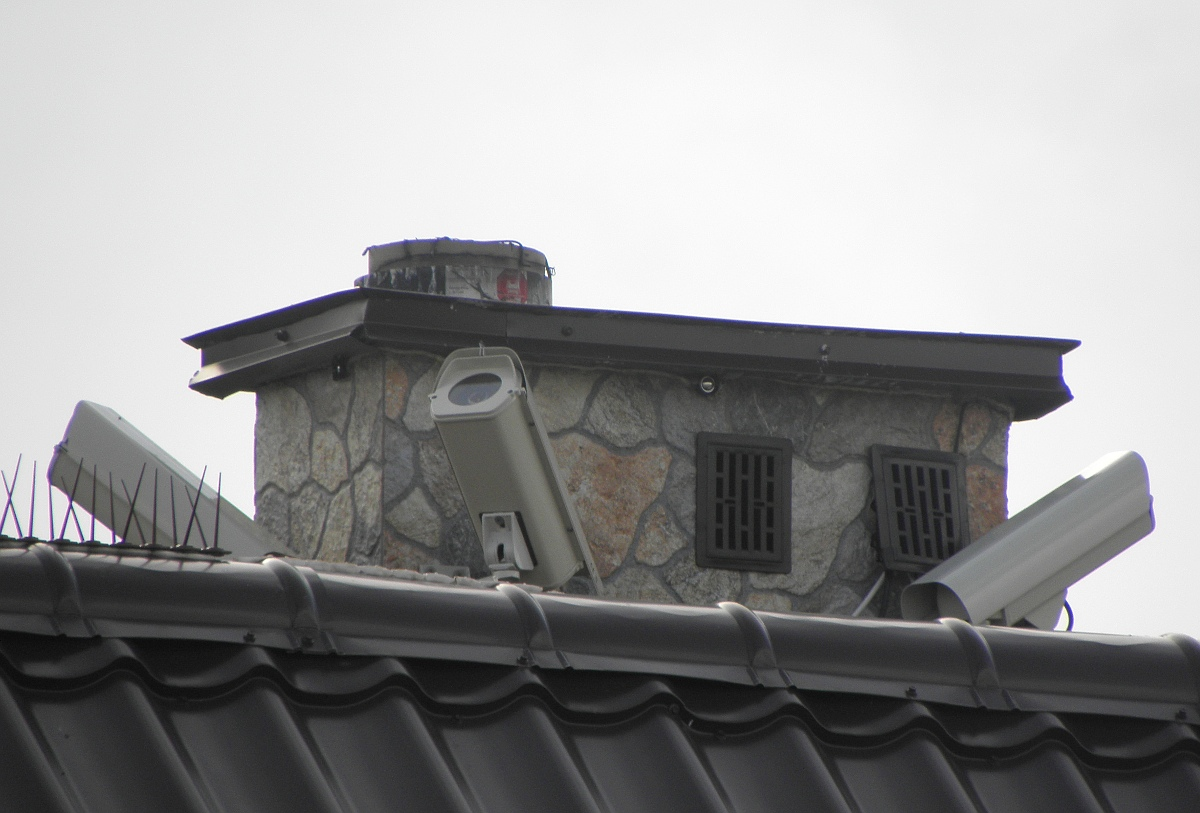
Болідна станція PFN52 у Старому Селці

Першим яскравим болідом, зареєстрованим польською болідною мережею, вважається EN200204 Łaskarzew від 20 лютого 2004 року. Однак його сфотографувала лише одна станція (PFN01 Ostrowik), і визначити його траєкторію та орбіту вдалося лише після врахування даних, зібраних станцією Європейської болідної мережі у Чехії. Першим болідом, ретельно вивченим та повністю описаним Польською болідною мережею, був метеор PF030405a Krzeszowice магнітудою -10,5, який з'явився 3 квітня 2005 року та був зареєстрований п'ятьма станціями, що належать до мережі.

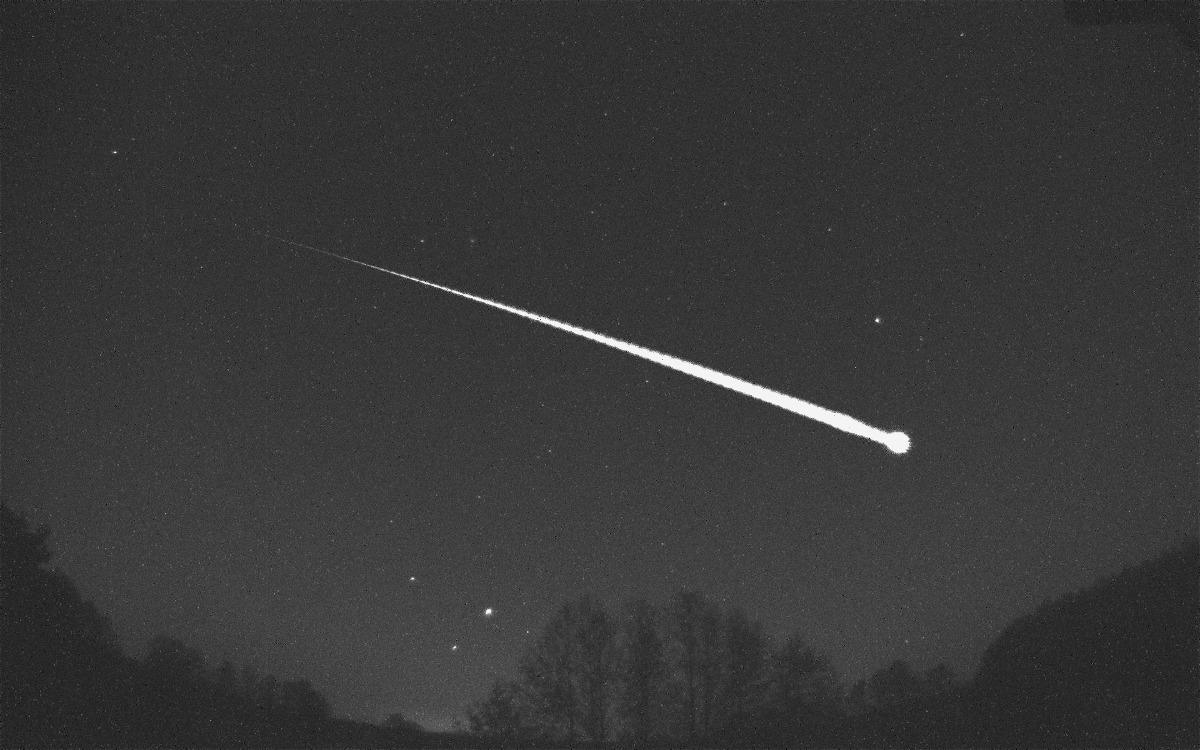
Болід, зареєстрований 04.05.2016 на станції PFN52 Старий Селць за допомогою цифрової камери з роздільною здатністю 1920х1200 пікселів.

Лише у 2015 році Польська болідна мережа зафіксувала майже 80 000 метеорів. У 2011—2015 роках загальна кількість зареєстрованих метеорів становила близько 215 000. Для майже 25 000 з них визначено траєкторії та орбіти. Для визначення траєкторій та орбіт Польська болідна мережа використовує програмне забезпечення PyFN, написане Пшемиславом Жолондком.

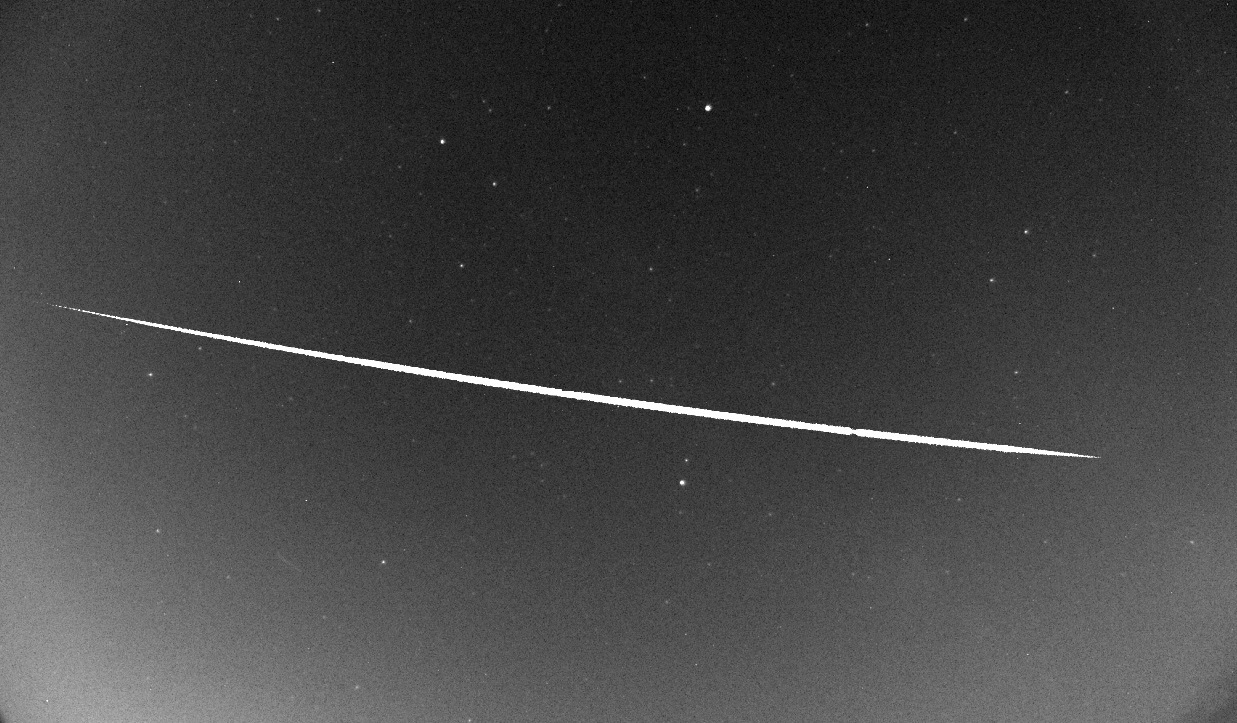
Болід з яскравістю -5^{m} і довжиною понад 400 км, зареєстрований 11 червня 2016 року на станції PFN62 Щецин.

Найбільші досягнення Польської болідної мережі включають відкриття нового метеорного потоку під назвою Дзета Кассіопеїди, реєстрацію найвищого метеора з потоку Оріоніди, виявлення зв'язку боліда PF131010 Ciechanów з двома астероїдами, що пролітали біля Землі одночасно з появою боліда і підтвердження теорії про те, що підвищена активність рою Південних Таурид пов'язана з існуванням щільного потоку метеороїдів і астероїдів, що знаходяться в резонансі 7:2 з Юпітером.
Найбільшим потенційним падінням метеорита, який спостерігав PFN, є метеорит Reszel, пов'язаний з болідом PF120916 Piecki, який з'явився 12 вересня 2016 року о 21:44:07 UT над Вармією та Мазурами і мав величину -9,2. Найбільші шанси для того, щоб метеорит впав і, таким чином, доставив на Землю цінну для науки космічну речовину, мають дуже повільні боліди, і спостережуваний болід належав до цієї категорії. Він увійшов в атмосферу на висоті майже 82 км зі швидкістю менше ніж 17 км/с і закінчив свій видимий слід на висоті 26 км зі швидкістю всього 5 км/с. Розрахунки показали, що приблизно 10-15 кілограмів космічної речовини мали шанс досягти поверхні землі з початкової маси боліда близько 50 кілограмів. Область падіння потенційного метеорита була визначена досить точно. Вона має довжину 4 кілометри і ширину близько 200 метрів і розташована менш ніж за 4 кілометри на південь від міста Решель. На жаль, найбільш вірогідним місцем падіння уламків вагою близько 5 кілограмів було озеро Клавой або навколишнє вологе та важкодоступне місце. В результаті, попри інтенсивні пошуки, метеорит не вдалося знайти.